# Rattus hainaldi
Rattus hainaldi é uma espécie de roedor da família Muridae.
Apenas pode ser encontrada na Indonésia.